# Canton de Captieux
Le canton de Captieux est une ancienne division administrative française située dans le département de la Gironde, en région Aquitaine.

## Géographie
Ce canton était organisé autour de Captieux, dans l'arrondissement de Langon. Son altitude variait de 60 m (Escaudes) à 147 m (Saint-Michel-de-Castelnau) pour une altitude moyenne de 99 m.

## Composition
Le canton de Captieux regroupait six communes et comptait 2 071 habitants (population municipale) au 1er janvier 2012.
| Nom                       | Code Insee | Intercommunalité | Superficie (km2) | Population (dernière pop. légale) | Densité (hab./km2) |
| ------------------------- | ---------- | ---------------- | ---------------- | --------------------------------- | ------------------ |
| Captieux (chef-lieu)      | 33095      | CC du Bazadais   | 119,33           | 1 283 (2014)                      | 11                 |
| Escaudes                  | 33155      | CC du Bazadais   | 25,77            | 154 (2014)                        | 6                  |
| Giscos                    | 33188      | CC du Bazadais   | 32,06            | 196 (2014)                        | 6,1                |
| Goualade                  | 33190      | CC du Bazadais   | 17,00            | 108 (2014)                        | 6,4                |
| Lartigue                  | 33232      | CC du Bazadais   | 13,64            | 44 (2014)                         | 3,2                |
| Saint-Michel-de-Castelnau | 33450      | CC du Bazadais   | 42,61            | 214 (2014)                        | 5                  |

## Démographie
| 1962  | 1968  | 1975  | 1982  | 1990  | 1999  | 2006  | 2011  | 2012  |
| ----- | ----- | ----- | ----- | ----- | ----- | ----- | ----- | ----- |
| 3 073 | 2 665 | 2 504 | 2 478 | 2 378 | 2 175 | 2 104 | 2 107 | 2 071 |

## Histoire
De 1833 à 1848, les cantons de Captieux, Saint-Symphorien et Villandraut avaient le même conseiller général. Le nombre de conseillers généraux était limité à 30 par département.

## Représentation

### Conseillers généraux de 1833 à 2015
| Période | Période           | Identité                        | Étiquette           | Qualité |
| ------- | ----------------- | ------------------------------- | ------------------- | --- |
| 1833    | 1839              | Raymond Mongie-Labarthe         |                     | Propriétaire et notaire à Saint-Symphorien |
| 1839    | 1848              | Léopold Lalanne                 |                     | Avocat et notaire à Préchac, juge de paix de Villandraut |
| 1848    | 1852              | Joseph Bayle                    |                     | Propriétaire à Captieux, conseiller d'arrondissement |
| 1852    | 1860 (décès)      | Jean-Romain Lamothe             |                     | Médecin, propriétaire à Captieux, ancien conseiller d'arrondissement |
| 1861    | 1877              | Abraham Adrien Léon (1824-1891) | Républicain libéral | Négociant à Bordeaux, Président du Conseil Général |
| 1877    | 1880 (démission)  | Louis Béhic                     | Droite Bonapartiste | Fonctionnaire Député (1846-1848) Sénateur (1876-1879) |
| 1880    | 1883              | Abraham Alexandre Léon          | Républicain libéral | Négociant à Bordeaux |
| 1883    | 1889              | Aurélien de Sèze                | Droite              | Avocat, propriétaire du Château d'Eyrans |
| 1889    | 1891 (décès)      | Abraham Alexandre Léon          | Républicain         | Adjoint au maire de Bordeaux, |
| 1891    | 1893 (annulation) | Victor de Sèze                  | Droite              | Propriétaire du château de Londeix à Captieux Ancien zouave pontifical, avocat à Bordeaux                                                                                     |
| 1895    | 1907              | Edmond Halphen                  | AD                  | Ingénieur centralien, inspecteur de la Compagnie générale transatlantique propriétaire viticole (Château Batailley) à Pauillac                                                |
| 1907    | 1925 (décès)      | Abel Joret                      | RG                  | Propriétaire et industriel à Lerm-et-Musset, conseiller d'arrondissement |
| 1925    | 1940              | Étienne Dussillol               | Rad.                | Propriétaire à Lerm-et-Musset, maire d'Escaudes Nommé conseiller départemental en 1943                                                                                        |
|         |                   |                                 |                     | |
| 1945    | 1959 (décès)      | Henri Corbeil                   | SFIO                | Maire de Captieux, ancien conseiller d'arrondissement |
| 1959    | 1967              | Jean Caillaud                   | Soc.ind. puis SFIO  | Maire de Captieux |
| 1967    | 1973              | Jean-Roger Brethes (1914-2009)  | RI                  | Maire de Giscos (1977-2005) |
| 1973    | 1989 (décès)      | Jean Sango                      | PS                  | Secrétaire de mairie Ancien maire de Captieux, député suppléant de Kléber Haye (1981-1986)                                                                                    |
| 1990    | 2004              | Marc Lalanne                    | PS                  | Instituteur Maire de Captieux (1990-2001) |
| 2004    | 2015              | Jean-Luc Gleyze                 | PS                  | Agent administratif Vice-Président du Pays des Landes de Gascogne, vice-Président du Conseil général, maire de Captieux (2014-2015) Élu en 2015 dans le canton du Sud-Gironde |

### Conseillers d'arrondissement (de 1833 à 1940)
Le canton de Captieux appartenait à l'arrondissement de Bazas jusqu'à sa disparition en 1926.
| Période                                  | Période      | Identité                           | Étiquette                | Qualité |
| ---------------------------------------- | ------------ | ---------------------------------- | ------------------------ | --- |
| 1833                                     | 1839         | Jean Romain Lamothe                |                          | Médecin à Captieux                                                                                          |
| 1839                                     | 1842         |                                    |                          | |
| 1842                                     | 1848         | Joseph Bayle (1792-1871)           |                          | Avoué au Tribunal de Bazas, propriétaire à Captieux                                                         |
|                                          |              |                                    |                          | |
| 1886                                     | 1890 (décès) | Pierre-Anselme Lalanne (1804-1890) | Républicain              | Docteur-médecin, maire de Captieux                                                                          |
| 1890                                     | 1892         | François Dussillol                 | Conservateur             | Industriel, propriétaire à Captieux et Escaudes                                                             |
| 1892                                     | 1898         | Gustave Seigneur                   | Républicain              | Maire de Captieux                                                                                           |
| 1898                                     | 1907         | Abel Joret                         | Républicain progressiste | Propriétaire et industriel à Lerm-et-Musset                                                                 |
| 1907                                     | 1922         | Augustin Bruno                     |                          | Huissier à Captieux                                                                                         |
| 1922                                     | 1934         | Jules Laborde                      | Radical                  | Agrégé de l'Université, propriétaire à Captieux                                                             |
| 1934                                     | 1940         | Henri Corbeil                      | SFIO                     | Propriétaire à Captieux                                                                                     |
| 1940                                     |              |                                    |                          | Les conseils d'arrondissement ont été suspendus par la loi du 12 octobre 1940 et n'ont jamais été réactivés |
| Les données manquantes sont à compléter. |              |                                    |                          | |